# ニット製品製造技能士
ニット製品製造技能士（ニットせいひんせいぞうぎのうし）とは、国家資格である技能検定制度の一種で都道府県知事（問題作成等は中央職業能力開発協会、試験の実施等は都道府県職業能力開発協会）が実施する、ニット製品製造に関する学科及び実技試験に合格した者をいう。
なお職業能力開発促進法により、ニット製品製造技能士資格を持っていないものがニット製品製造技能士と称することは禁じられている。

## 区分
ニット製品製造の中で横編みニット製造作業、丸編みニット製造作業、靴下製造作業、横編みニット縫製作業、丸編みニット・たて編みニット縫製作業に分かれる。

## 級別
横編みニット製造作業、丸編みニット製造作業、靴下製造作業、横編みニット縫製作業、丸編みニット・たて編みニット縫製作業ともに1級、2級の別がある。

## 実技作業試験内容

### ニット製品製造（横編みニット製造作業）
- 1級
- 2級

### ニット製品製造（丸編みニット製造作業）
- 1級
- 2級

### ニット製品製造（靴下製造作業）
1か2いずれかの作業を行う。
- 1級

1. パンティストッキング編み機（パンティストッキング編み機の調整を行い、調整結果を示す平編み（パンティストッキングプレーン）製品を2足（4本）編む。）試験時間＝4時間30分
2. リブニッタ（リブニッタの調整を行い、調整結果を示す製品を2足（4本）編む。）試験時間＝5時間

- 2級

1. パンティストッキング編み機（パンティストッキング編み機の調整を行い、調整結果を示す平編み（パンティストッキングプレーン）製品を2足（4本）編む。）試験時間＝4時間
2. リブニッタ（リブニッタの調整を行い、調整結果を示す製品を2足（4本）編む。）試験時間＝5時間

### ニット製品製造（横編みニット縫製作業）
- 1級
- 2級

### ニット製品製造（丸編みニット・たて編みニット縫製作業）
- 1級：婦人用シャツカラーブラウス1枚及び紳士用ポロシャツ2枚を製作する。試験時間＝7時間30分
- 2級：ベスト1枚及び紳士用ウイングカラーポロシャツ2枚を製作する。試験時間＝5時間